# Mikkel Rygaard
Mikkel Rygaard Jensen (ur. 25 grudnia 1990 w Nykøbing Falster) – duński piłkarz występujący na pozycji ofensywnego pomocnika w szwedzkim klubie BK Häcken. Były, młodzieżowy reprezentant Danii.

## Dania, Anglia
Wychowanek Nykøbing Falster Alliancen, klubu z rodzinnego miasta. Jako junior był m.in. graczem angielskiego Charlton Athletic F.C. Rozegrał ponad 130 meczów w duńskiej ekstraklasie, broniąc barw Lyngby BK oraz FC Nordsjælland.

## ŁKS Łódź
Dnia 25 grudnia 2020 podpisał 3,5 letni kontrakt z ŁKS-u Łódź, w barwach którego zadebiutował 9 lutego 2021 r. w przegranym 2:3 meczu z Legią Warszawa w ramach Pucharu Polski. Dnia 20 lutego 2021 w barwach ŁKS Łódź zadebiutował w przegranym 0:3 meczu z GKS Tychy w ramach 1 Ligi Polskiej. 3 listopada rozwiązał kontrakt z klubem

## Statystyki
Stan na 24 października 2021. Brak dokładnych danych dla niższych lig duńskich.
| Klub               | Sezon              | Liga               | Liga  | Liga   | Puchar kraju | Puchar kraju | Suma  | Suma   |
| Klub               | Sezon              | Liga               | Mecze | Bramki | Mecze        | Bramki       | Mecze | Bramki |
| ------------------ | ------------------ | ------------------ | ----- | ------ | ------------ | ------------ | ----- | ------ |
| Herfølge BK        | 2006/2007          | 1. division        | 7     | 0      | 0            | 0            | 7     | 0      |
| Charlton Athletic  | 2007/2008          | Championship       | 0     | 0      | 0            | 0            | 0     | 0      |
| Herfølge BK        | 2008/2009          | 1. division        | 2     | 0      | 0            | 0            | 0     | 0      |
| HB Køge            | 2009/2010          | 1. division        | 3     | 0      | 0            | 0            | 3     | 0      |
| Lyngby BK          | 2015/2016          | 1. division        | 12    | 3      | 0            | 0            | 12    | 3      |
| Lyngby BK          | 2016/2017          | Superligaen        | 34    | 5      | 1            | 0            | 35    | 5      |
| Lyngby BK          | 2017/2018          | Superligaen        | 15    | 2      | 2            | 1            | 17    | 3      |
| FC Nordsjælland    | 2017/2018          | Superligaen        | 16    | 2      | 0            | 0            | 16    | 2      |
| FC Nordsjælland    | 2018/2019          | Superligaen        | 27    | 2      | 2            | 1            | 29    | 3      |
| FC Nordsjælland    | 2019/2020          | Superligaen        | 30    | 5      | 2            | 0            | 32    | 5      |
| FC Nordsjælland    | 2020/2021          | Superligaen        | 13    | 3      | 2            | 1            | 15    | 4      |
| ŁKS Łódź           | 2020/2021          | I liga             | 17    | 1      | 1            | 0            | 18    | 1      |
| ŁKS Łódź           | 2021/2022          | I liga             | 11    | 0      | 1            | 0            | 12    | 0      |
| Ogólnie w karierze | Ogólnie w karierze | Ogólnie w karierze | 375   | 92     | 11           | 3            | 386   | 95     |